# Veľká kopa
Die Veľká kopa ist ein Berg in der slowakischen Westtatra und die höchste Erhebung in deren geomorphologischem Teil Liptovské kopy mit einer Höhe von 2052,4 m n.m. Der Berg befindet sich im gleichnamigen Bergmassiv auf der Hauptachse eines vom polnisch-slowakischen Grenzberg Hladký štít (bereits in der Hohen Tatra gelegen) verlaufenden Seitengrats und liegt zwischen den Satteln Turkovo sedlo südwestlich und Vyšné Garajovo sedlo grob nordöstlich. Der Berg ist ein Knotenpunkt: nach Südosten verläuft ein Seitengrat namens Kudlatý hrebienok, weitere zwei verlaufen nach Westen beziehungsweise Nordwesten. Nach Westen und Norden fällt der Berg Richtung Tal Tichá dolina, nach Osten Richtung Tal Kôprová dolina ab.
Der Bergname bedeutet wörtlich „Große Kuppe“. Geschichtlich wurde der Berg 1736 im Werk Notitia von Matthias Bel als Koprowa Welka erwähnt. Ähnlich wie der heutige polnische Name Wielka Kopa Koprowa weist er auf die Lage oberhalb der Kôprová dolina hin. Der heutige slowakische Name erschien erst in der zweiten Hälfte des 19. Jahrhunderts und wurde sowohl von der deutschen als auch ungarischen Tatra-Nomenklatur fast unverändert als Velka kopa übernommen, dazu erschienen im ungarischen auch Übersetzungen wie Nagy Kopa oder Óriási kúp (= Riesenkuppe). In den umliegenden Dörfern der Liptau trug der Berg auch die Namen Prostredná kopa oder Stredná kopa, beide mit Bedeutung „Mittlere Kuppe“. Der ungarische Bergsteiger und Professor Alfréd Grósz nutzte in seinem Werk Auf den Spuren der Hinzen (1943) den Namen Großer Schafberg.
Zum Gipfel führt kein offizieller Wanderweg und das Betreten ist wegen der Lage inmitten eines Nationalen Naturreservats verboten.